# El Ángel (película)
El Ángel es una película argentina-española de crimen y drama de 2018 coescrita y dirigida por Luis Ortega. El filme está inspirado en la vida de Carlos Robledo Puch, un asesino argentino que con solo 20 años fue condenado a cadena perpetua. Es protagonizada por Lorenzo Ferro como Robledo Puch, junto a Chino Darín, Daniel Fanego, Cecilia Roth, Mercedes Morán y Peter Lanzani. Fue estrenada el 9 de agosto de 2018.
La película fue seleccionada para participar en la 71° edición del Festival de Cine de Cannes en la sección Un Certain Regard.
El filme fue elegido para representar a Argentina en la 91.ª edición de los Premios Óscar en la categoría mejor película de habla no inglesa, pero no fue nominado.

## Contexto histórico
El Ángel está inspirada en la vida de Carlos Eduardo Robledo Puch, el asesino múltiple más famoso de la historia criminal argentina. “El ángel negro” o “El ángel de la muerte”, como fue apodado en su momento, cometió más de una decena de asesinatos y múltiples robos a principios de la década de los 70', en vísperas de cumplir tan solo veinte años. El caso de este joven conmocionó a la sociedad de aquella época. Fue detenido en 1972, juzgado y condenado a reclusión perpetua.

## Sinopsis
Carlos es un adolescente de rostro angelical de diecisiete años a quien nadie puede resistir. Obtiene todo lo que quiere. En la escuela secundaria conoce a Ramón y juntos forman un dúo peligrosamente encantador. Emprenden un camino de robos y mentiras, y rápidamente matar se convierte en la forma retorcida y predilecta de Carlos para vivir y comunicarse con el mundo.

## Reparto
- Lorenzo Ferro como Carlos Robledo Puch
- Chino Darín como Ramón Peralta, inspirado en Jorge Ibáñez, socio en varios crímenes de Robledo Puch.
- Mercedes Morán como Ana María Peralta, madre de Ramón.
- Daniel Fanego como José Peralta, padre de Ramón.
- Luis Gnecco como Héctor Robledo Puch, inspirado en Víctor Robledo Puch, padre de Carlos.
- Cecilia Roth como Aurora Robledo Puch, inspirada en Josefa Aída Habendak, madre de Robledo Puch.
- Peter Lanzani como Miguel Prieto, inspirado en Héctor Somoza, socio en los últimos robos y asesinatos de Robledo Puch.
- Malena Villa como Marisol/Magdalena, hermanas gemelas que a la vez eran pareja de Carlos y Ramón, respectivamente.
- William Prociuk como Federica

## Producción

### Rodaje y estreno
La película fue rodada en distintas partes de la Ciudad de Buenos Aires.
Se estrenó el 11 de mayo de 2018 en el Festival de Cannes, en donde fue nominada al Queer Palm y en el segmento Un Certain Regard. En Argentina fue estrenada en cines a partir del 9 de agosto del mismo año, y esa misma fecha también se proyectó en cines de México y Uruguay.

## Música
La siguiente es una lista de canciones de la película:
- "El extraño de pelo largo", interpretada por La joven guardia
- "Cada día somos más", interpretada por Billy Bond y La Pesada del Rock and Roll
- "Adónde está la libertad", interpretada por Pappo's Blues
- "Llegará la paz", interpretada por Pappo's Blues
- "Sucio y desprolijo", interpretada por Pappo's Blues
- "No tengo edad", interpretada por Gigliola Cinquetti
- "In Vienna", interpretada por Moondog
- "La chica de la boutique", interpretada por Heleno
- "Corazón contento", interpretada por Palito Ortega
- "Mi tristeza es mía y nada más", interpretada por Leonardo Favio
- "Single Foot", interpretada por Moondog
- "La casa del sol naciente", interpretada por Palito Ortega
- "Milonga del ángel", interpretada por Astor Piazzolla

## Recepción

### Crítica
Según Todas las críticas, sitio web que recopila reseñas de críticos especializados de Argentina, la película tiene una calificación de [78] 78 sobre 100, cuyo promedio se deriva de 73 críticas, de las cuales el  97% fueron positivas.

### Rendimiento comercial
La película logró el lanzamiento en la mayor cantidad de salas de cine en la historia del cine argentino hasta ese momento. La distribuidora consiguió un lanzamiento en 355 salas de todo el país. El récord se rompería un año más tarde con el estreno de La odisea de los giles, de Sebastián Borensztein, con un estreno de más de 480 salas.
En su primer fin de semana en cartel, la película se posicionó en el primer puesto de las más vistas, logrando así el segundo número uno para el cine argentino en 2018, con un aproximado de 320 000 entradas vendidas. En su segundo fin de semana la cinta repitió el primer puesto de la cartelera local, con 289 000 entradas cortadas, lo que representaba una ínfima caída del 20 % respecto al fin de semana anterior.
El acumulado en 2018 fue de 1 364 123 espectadores, convirtiéndose en la película argentina más vista de ese año.

## Fechas de estreno en distintos países
| Año  | País           | Fecha                    | Distribuidora    | Ref.   |
| ---- | -------------- | ------------------------ | ---------------- | ------ |
| 2018 | Argentina      | 9 de agosto de 2018      | 20th Century Fox | [ 12 ] |
| 2018 | Uruguay        | 9 de agosto de 2018      | Life Films       | [ 13 ] |
| 2018 | Paraguay       | 27 de septiembre de 2018 | Life Films       | [ 14 ] |
| 2018 | Brasil         | 27 de octubre de 2018    | Cineplanet       |        |
| 2018 | España         | 31 de octubre de 2018    | Bteam Pictures   | [ 14 ] |
| 2018 | Estados Unidos | 9 de noviembre de 2018   | The Orchard      | [ 15 ] |
| 2019 | Francia        | 9 de enero de 2019       |                  |        |
| 2019 | Japón          | 16 de agosto de 2019     | Gaga             |        |

## Premios y nominaciones

### Participación en festivales de cine
| Festival                    | Fecha de evento                | Categoría                 | Premio             | Ref.   |
| --------------------------- | ------------------------------ | ------------------------- | ------------------ | ------ |
| Festival de Cine de Cannes  | 8 al 19 de mayo de 2018        | Un Certain Regard         | Nominada           | [ 4 ]  |
| Festival de Santiago        | 19 al 26 de agosto de 2018     | Película inaugural        | Sólo participación | [ 16 ] |
| Festival de San Sebastián   | 21 al 29 de septiembre de 2018 | Sección Perlak            | Nominada           | [ 17 ] |
| Festival de Cine de Toronto | 6 al 16 de septiembre de 2018  | World Contemporary Cinema | Sólo participación | [ 18 ] |

#### Premios Platino
| Categoría                      | Nominado        | Resultado |
| ------------------------------ | --------------- | --------- |
| Mejor Interpretación Masculina | Lorenzo Ferro   | Nominado  |
| Mejor Dirección de Montaje     | Guillermo Gatti | Nominado  |
| Mejor Dirección de Sonido      | José Luis Díaz  | Nominado  |

- Havana Film Festival 2018 / Mejor actor para Lorenzo Ferro  - Ganador
- Havana Film Festival 2018 / Mejor película para Luis Ortega - Nominado
- FEST International Film Festival / Premio del Jurado para Luis Ortega - Ganador
- Premios Fénix 2018 / Mejor actor para Lorenzo Ferro  - Ganador